# アービュタス (ニュージーランドのコルベット)
アービュタス (HMNZS Arbutus) はニュージーランド海軍のコルベット。改フラワー級。
1943年5月起工。1944年1月26日、グリーノックのジョージ・ブラウン社で進水。1944年6月16日就役。同年7月5日竣工。艦長はJ. A. Rhind少佐。
8月1日に船団と共にグリーノックより出航。パナマ運河経由でニュージーランドへ向かったが、10月7日にフィジーのViwa島の南で座礁し、舵を失うなどの被害が生じた。アメリカ海軍艦艇によってスバへ曳航され、そこからはオークランド近くまでトローラー「Aroha」が曳航。最後は曳船「William C. Daldy」に曳航されて10月27日にオークランドに着いた。そこで新たな舵が作られたりするのを待ち、それからリトルトンへ移されて修理が行われた。修理は1945年4月末に完了した。この座礁事故で艦長は軍法会議にかけられた。1945年2月にN. D. Blair大尉が艦長になっている。
1945年5月、「アービュタス」はイギリス太平洋艦隊に提供された。シドニーで無線・レーダー整備艦としての艤装がなされた。それから、7月4日にシドニーから出航して7月28日に日本水域で補給部隊に加わった。8月8日に「アービュタス」は他の艦艇と共に補給艦3隻を護衛してマヌス島へ向かい、それから今度は補給艦を香港まで護衛した。10月、「アービュタス」はオークランドに帰還した。
1945年11月28日から12月9日までオークランドの北東沿岸やスリーキングズ諸島付近で活動する研究者の一団が「アービュタス」を使用した。1946年3月7日から6月4日までキュビエ島水域の掃海が行われ、「アービュタス」はコルベット「アラビス」、掃海艇「Kiwi」とともにそれに従事した。
1946年9月20日、ウェリントンからクック諸島、サモア、フランス領オセアニア、アメリカ領サモア、フィジーへの親善航海に出発。12月1日にオークランドに戻った。
1947年4月、アイツタキ島へ航空機用ガソリンを輸送。5月から7月にはクック諸島やトケラウなどを訪問した。
1948年、「アービュタス」と同型の「アラビス」はイギリス海軍に返還された。2隻は4月にニュージーランドを離れて6月29日にポーツマスに着いた。
「アービュタス」は1951年に解体された。